# Estadio de la Ressacada
El Estadio Aderbal Ramos da Silva (Estadio Aderbal Ramos da Silva), más conocido como Estádio da Ressacada o simplemente Ressacada, es un estadio de fútbol inaugurado el 15 de noviembre de 1983 en el barrio de Ressacada, en la ciudad brasileña de Florianópolis, en el estado de Santa Catarina, con una capacidad máxima de aproximadamente 19 000 espectadores, propiedad del Avaí. Su nombre oficial honra a Aderbal Ramos da Silva, quien fuera gobernador de Santa Catarina, así como también presidente de la Federación de Fútbol del estado.
El Ressacada ha sido ocupado para albergar partidos amistosos de la selección brasileña.
El estadio no debe ser confundido con el Estádio Aderbal Ramos da Silva de Blumenau, el cual cuenta con una capacidad máxima de 4 mil espectadores.

## Historia
En 1982, el Avaí compró un sitio cercano al aeropuerto de la ciudad de Florianópolis (Aeropuerto Internacional Hercílio Luz), con el objetivo de construir un estadio para reemplazar al antiguo Estádio Adolfo Konder. Los trabajos de construcción fueron dirigidos por Cairo Bueno, siendo el estadio diseñado por el arquitecto Davi Ferreira Lima.
El partido inaugural se jugó el 15 de noviembre de 1982, cuando el Vasco da Gama venció por 6-1 al Avaí. 
Las luces del estadio fueron inauguradas el 31 de mayo de 1986.
El récord de asistencia actualmente se encuentra en las 25 735 personas, y fue fijado el 17 de julio de 1988, cuando el Avaí se impuso por 2-0 al Blumenau, por la final del Campeonato Catarinense.